# Araújo
Pour les articles homonymes, voir Araújo (homonymie).
 (juin 2017).
- Si vous ne connaissez pas le sujet, laissez ce bandeau (vous pouvez alors contacter les auteurs).
- Si vous supprimez le contenu mis en cause (vous pouvez préalablement contacter les auteurs),

argumentez précisément cette suppression dans la page de discussion
(un manque de référence n'est pas un argument ; une recherche réelle de référence doit avoir été effectuée, être formellement documentée).
 (avril 2015).
Si vous disposez d'ouvrages ou d'articles de référence ou si vous connaissez des sites web de qualité traitant du thème abordé ici, merci de compléter l'article en donnant les références utiles à sa vérifiabilité et en les liant à la section « Notes et références ».

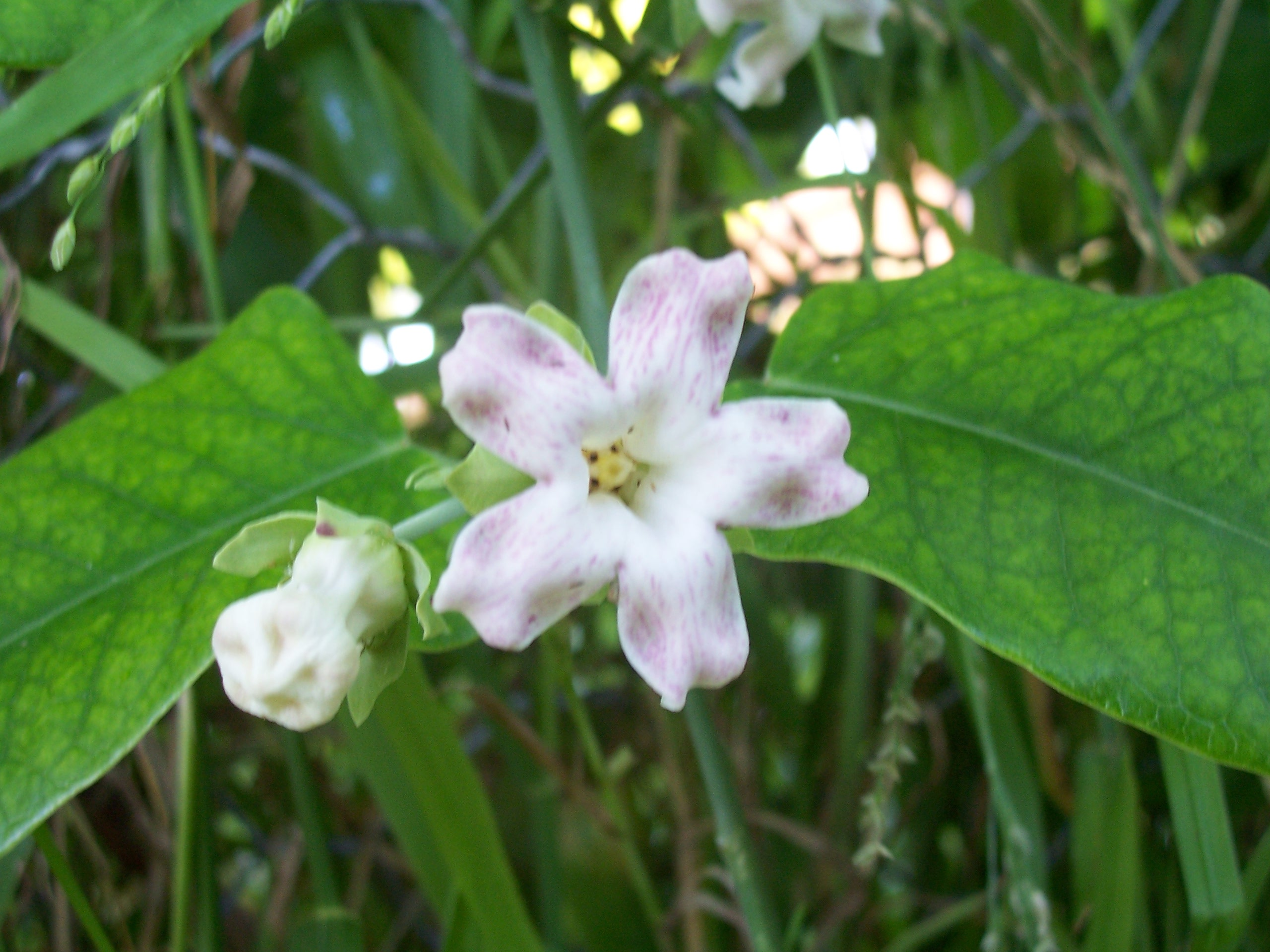
Araujia sericifera.

Araújo, Araujo ou Arauxo (en espagnol : [aɾaˈuxo]) est un nom de famille d'origine galicienne et portugaise.
Le nom de famille Araujo prend ses origines du lieu où un templier du nom de Don Rodrigo Anes, issu d'une lignée de croisés et de nobles français, a été récompensé par l'obtention d'une parcelle de terre située dans la péninsule Ibérique non loin de la rivière du Minho.
Une plante dotée d'une fleur blanche à 5 pétales a le nom scientifique "Araujia sericifera", nom dérivant du botaniste et scientifique portugais António de Araújo e Azevedo (1754–1817) qui l'a découverte et étudiée. 
Le nom Araujo désigne aussi certaines localités portugaises situées un peu partout dans le pays notamment autour des villes de Coimbra, Elvas, Estremoz, Lisbonne, Torre de Moncorvo, Monçao, Serpa, Setubal ou encore Vila Verde.

## Histoire
L'origine de ce nom est associée à Rodrigo Anes, seigneur d'un territoire situé au sud du Royaume de Galice dénommé "Araújo".
Ce territoire se situait près de la rivière du Minho, rivière qui marquait la frontière entre le Royaume de Galice et le nord du Portugal, qui faisait partie de ce même royaume au cours du XIIe siècle.
Rodrigo Anes ou plutôt Rodrigo Anes de Araújo sous sa forme longue eut pour ascendants des membres de la famille royale du Royaume de France ainsi que du Royaume de Bourgogne à travers Jean Tiranoth, un chevalier noble né aux alentours de l'an 1100.
Jean Tiranoth a participé avec de nombreux templiers français et bourguignons à la Reconquête de la péninsule Ibérique, ce qui l'a amené à venir en Galice tout comme de nombreux autres Français qui entre le VIIIe et le XIVe sont descendus dans la péninsule Ibérique afin de pouvoir la libérer de la domination musulmane. Leurs efforts étaient souvent récompensés par des terres qui leur étaient données. Jean Tiranoth a vécu notamment à la même époque qu'Afonso Henriques, le premier roi du Portugal, et a également assisté à la séparation du Comté du Portugal du Royaume de Galice en 1139,.
Quant à Rodrigo Anes de Araujo, il a construit le château d'Araujo et s'est marié à Doña Mayor Alvares de Aza, fille de nobles étroitement liés à Rodrigo Anes.
Doña Mayor Alvares de Aza était la fille de Don Rodrigo Alvares de Aza et de Doña Maria Pires de Ambia. C'est à partir de ce mariage qu'est née la famille Araujo du Royaume de Galice.
L'évêque de Malaca, João Ribeiro Gai, à propos de la localisation du cimetière de la famille des Araujo, a écrit :

"Le long du Bitorinho"

"terres irriguées par le Minho"

"reposent les tombes"

"des célèbres Araujo"

"ces fameux nobles ancestraux."
Vasco Rodriguez de Araujo, un des petits-fils de Rodrigo Anes, décida de quitter le territoire correspondant à l'Espagne moderne pour s'installer au Portugal, où il devint un vassal au service de la royauté portugaise.
Plus tard, au cours de la période d'expansion coloniale espagnole entre le XVIe siècle et le XIXe siècle, de nombreux Araujo ont participé à l'expansion de l'Empire espagnol sur le continent américain.
Tout comme les Araujo galiciens en Espagne, de nombreux Araujo portugais ont participé à la colonisation portugaise et s'y sont installés, d'où une forte prévalence du nom de famille Araujo au Brésil ou encore en Uruguay par exemple.
Aujourd'hui, de nombreuses localités brésiliennes mais aussi uruguayennes ou encore argentines portent le nom Araujo.